# پیهرا
پیهرا (به آلمانی: Pyhra) یک منطقهٔ مسکونی در اتریش است که در ناحیه زانکت پولتن-لاند واقع شده‌است. پیهرا ۳٬۲۸۶ نفر جمعیت دارد.